# Prunus pusilliflora
Prunus pusilliflora är en rosväxtart som beskrevs av Jules Cardot. Prunus pusilliflora ingår i släktet prunusar, och familjen rosväxter. Inga underarter finns listade i Catalogue of Life.